# Poncione di Braga
Il Poncione di Braga (2.864 m s.l.m.) è una montagna delle Alpi Ticinesi e del Verbano nelle Alpi Lepontine.

## Descrizione
Si trova nel Canton Ticino. La montagna è collocate nella Catena Basodino-Cristallina-Biela tra il Pizzo Cristallina ed il Pizzo Castello. Si trova sul lato della Val Bavona. Si può salire sulla vetta partendo dalla Capanna Poncione di Braga (2.003 m s.l.m.).